# Frederik Christian Lund

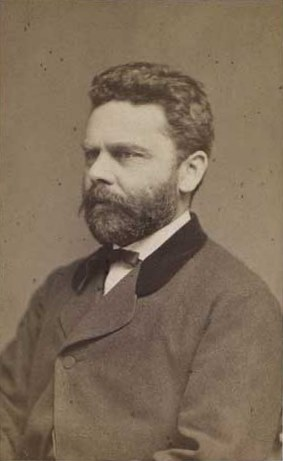
F. C. Lund (in den 1870er Jahren)

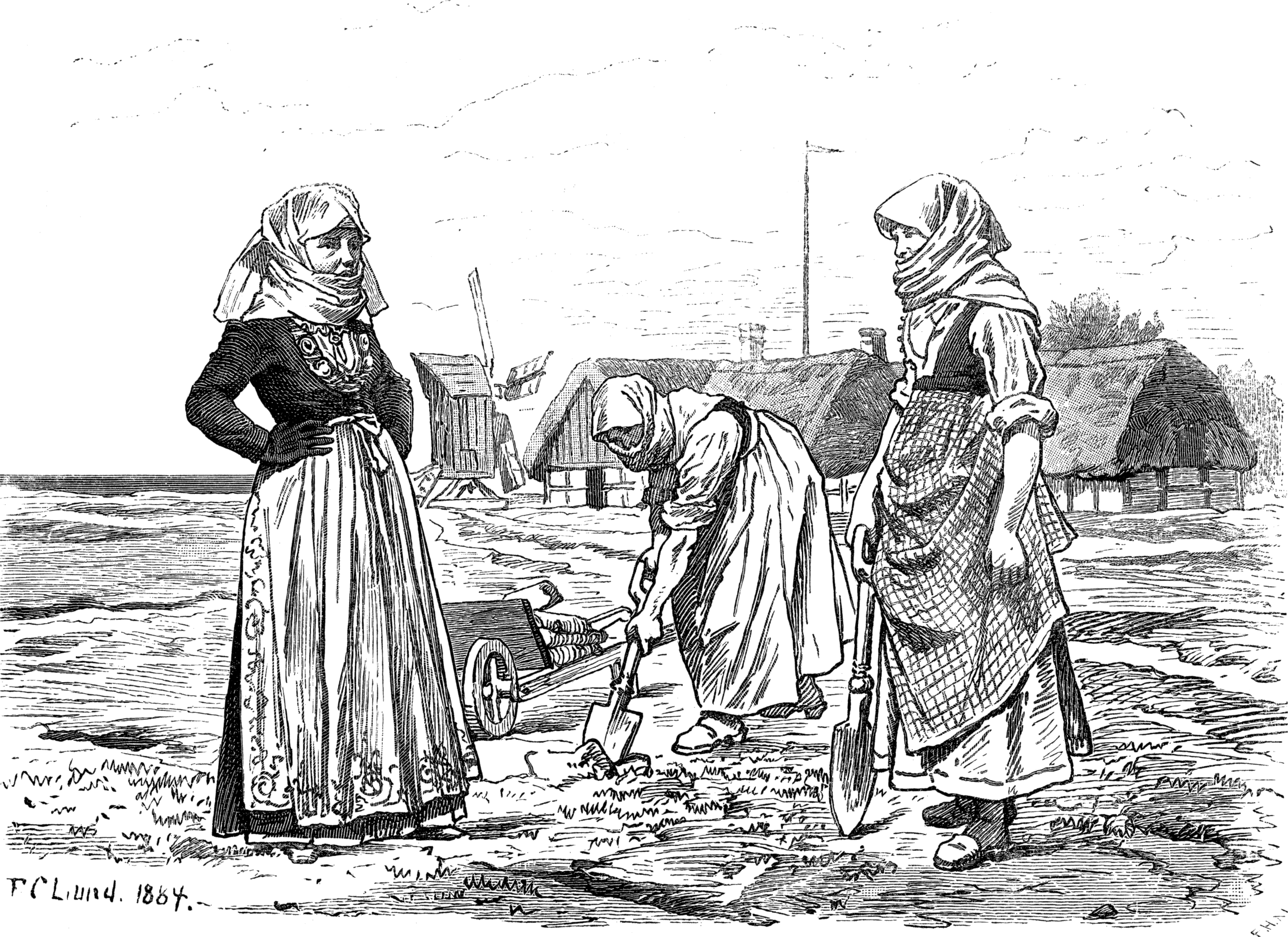
F.C. Lund: Læsøkvinder, 1884

Frederik Christian Lund (* 14. Februar 1826 in Kopenhagen; † 31. Oktober 1901 ebenda) war ein dänischer Genre- und Porträtmaler.

## Leben
Frederik Christian Lund wurde 1845 Schüler der Modelschule der Königlich Dänischen Kunstakademie in Kopenhagen. 1848 nahm er als Freiwilliger am Ersten Schleswigschen Krieg teil und erlebte dort im Jahr 1848 die Schlacht von Bau und im darauffolgenden Jahr die Schlacht bei Fredericia. Eines seiner ersten bedeutenderen Bilder war 1852 eine Episode aus der Schlacht bei Fredericia, die ihm einen ersten größeren Preis einbrachte. Lund konzentrierte sich in erster Linie auf historische Motive, im Laufe der Zeit kamen vor allem Genremotive und Porträts hinzu. In den Jahren 1859 und 1862 reiste er mit Hilfe eines Reisestipendiums zu Studienzwecken nach Italien. 1864 gab er mehrere Farblithografien dänischer Volkstrachten aus der ersten Hälfte des 19. Jahrhunderts heraus. Zur Weltausstellung 1878 in Paris malte er ein größeres Aquarell, das einen Umzug dänischer Bauern darstellt. Sein Hauptwerk in den letzten Jahren sind die nach dem Neubau der Viborger Domkirche dort ausgeführten Deckenmalereien, nach deren Vollendung er 1876 Ritter des Dannebrogordens wurde. 1877 wurde Mitglied der Kunstakademie in Kopenhagen. 1896 wurde er dort zum Professor berufen.

## Werke

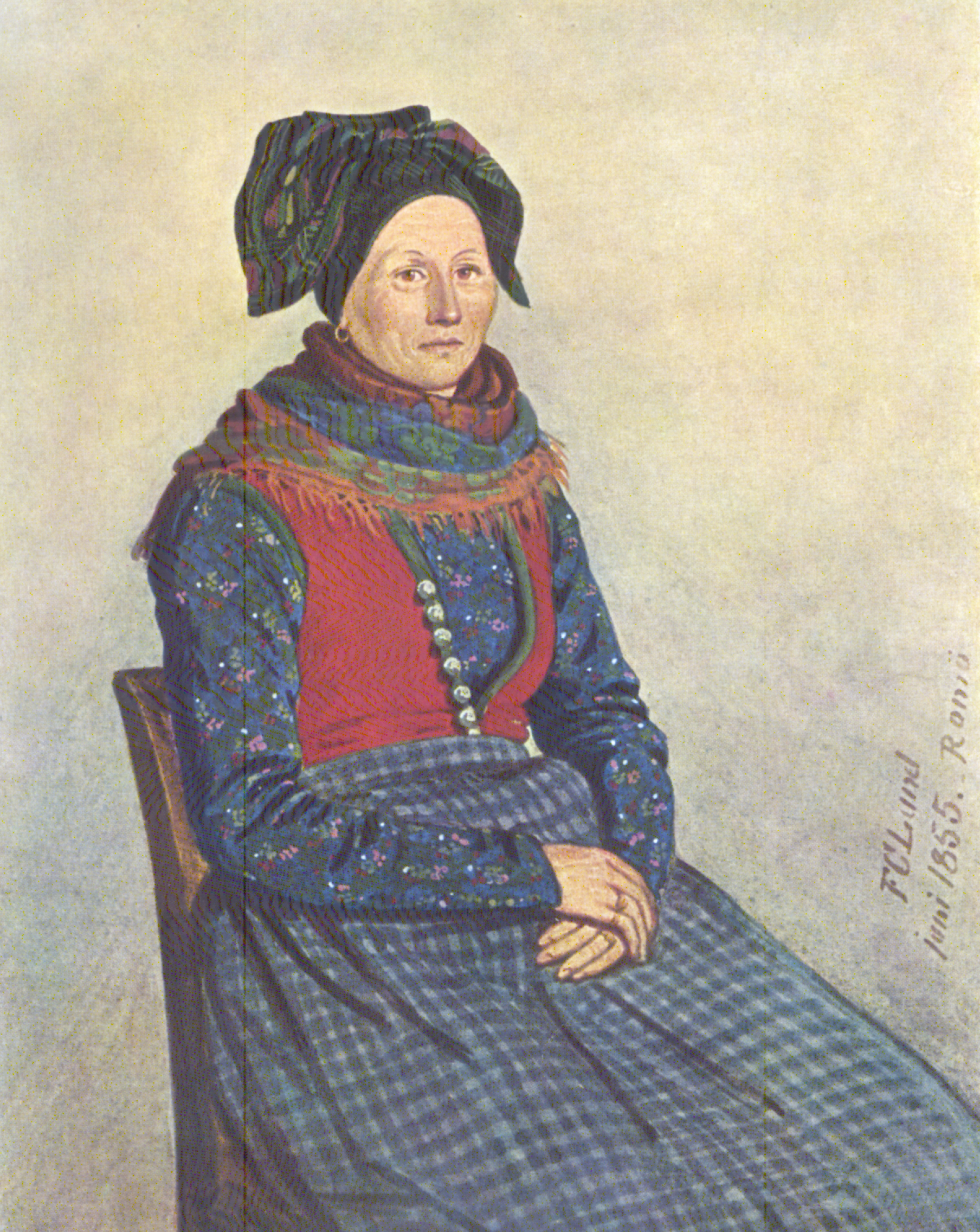
Frau von der Insel Röm